# 新井町 (太田市)
新井町（あらいちょう）は、群馬県太田市にある地名（町丁）。郵便番号は373-0852。

## 概要
九合地区にある町丁。市街地を構成しており、群馬県道323号鳥山竜舞線沿いには商業施設が立ち並んでいる。

## 地理

### 新井町内の区
新井町（九合地区）の行政区の一覧。
| 地区     | 行政区             | 読み         | 区域         |
| -------- | ------------------ | ------------ | ------------ |
| 九合地区 | 新井町             | あらいちょう | 新井町の一部 |
| 南新井町 | みなみあらいちょう | 新井町の一部 |              |

### 近隣町丁
- 浜町
- 下浜田町
- 庄屋町
- 飯塚町
- 飯田町

## 世帯数と人口
2022年（令和4年）3月31日現在の世帯数と人口は以下の通りである。
| 町丁   | 世帯数   | 人口   |
| ------ | -------- | ------ |
| 新井町 | 2109世帯 | 3933人 |

## 小・中学校の学区
市立小・中学校に通う場合、学区は以下の通りとなる。
| 番地     | 小学校                               | 中学校           |
| -------- | ------------------------------------ | ---------------- |
| 新井町   | 太田市立中央小学校                   | 太田市立東中学校 |
| 南新井町 | 太田市立中央小学校太田市立九合小学校 | 太田市立東中学校 |

## 交通

### 鉄道
町内に鉄道は通っていない。

### 道路
- 群馬県道323号鳥山竜舞線

## 施設
- セブンイレブン太田市新井町店
- セブンイレブン太田市新井町南店
- ローソン太田新井町店
- ステーキ宮太田新井町店
- ユニクロ太田店